# 436 Patricia
A 436 Patricia (ideiglenes jelöléssel 1898 DT) egy kisbolygó a Naprendszerben. Maximilian Franz Joseph Cornelius Wolf és Friedrich Karl Arnold Schwassmann fedezte fel 1898. szeptember 13-án.